# Portrait de Frank Burty Haviland
Le Portrait de Frank Burty Haviland (en italien : Ritratto del pittore Frank Haviland) est une œuvre du peintre italien Amedeo Modigliani réalisée en 1914, à l'huile sur carton. Avant de commencer le tableau, Modigliani réalise, à l'huile sur carton également, une étude pour le portrait. Celle-ci est actuellement exposée au Musée d'Art du comté de Los Angeles. 

## Frank Burty Haviland
Frank Burty Haviland, né en 1886 et mort en 1971, est un peintre et collectionneur d'art français. Né à Limoges dans une riche famille de fabricants d'origine anglaise, il est le petit-fils du célèbre critique d'art Philippe Burty, inventeur du terme japonisme. Son frère est le photographe Paul Haviland. 

## L'œuvre
Avec un portrait de Paul Alexandre, son marchand d'art et ami de l'époque, le portrait de Frank Burty Haviland marque le retour de Modigliani à la peinture, après plus de quatre années consacrées exclusivement à la sculpture. Tant dans le portrait final que dans l'étude de la peinture, élaborée presque aussi minutieusement, la technique utilisée, le pointillisme, est visible sur la toile. Le coup de pinceau est fragmentaire, les rayures sont lâches et la surface est traitée avec des taches. Dans le portrait final, les couleurs sont d'une intensité saisissante.   

## Galerie

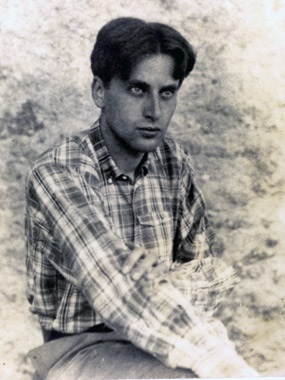
Frank Haviland, vers 1914.
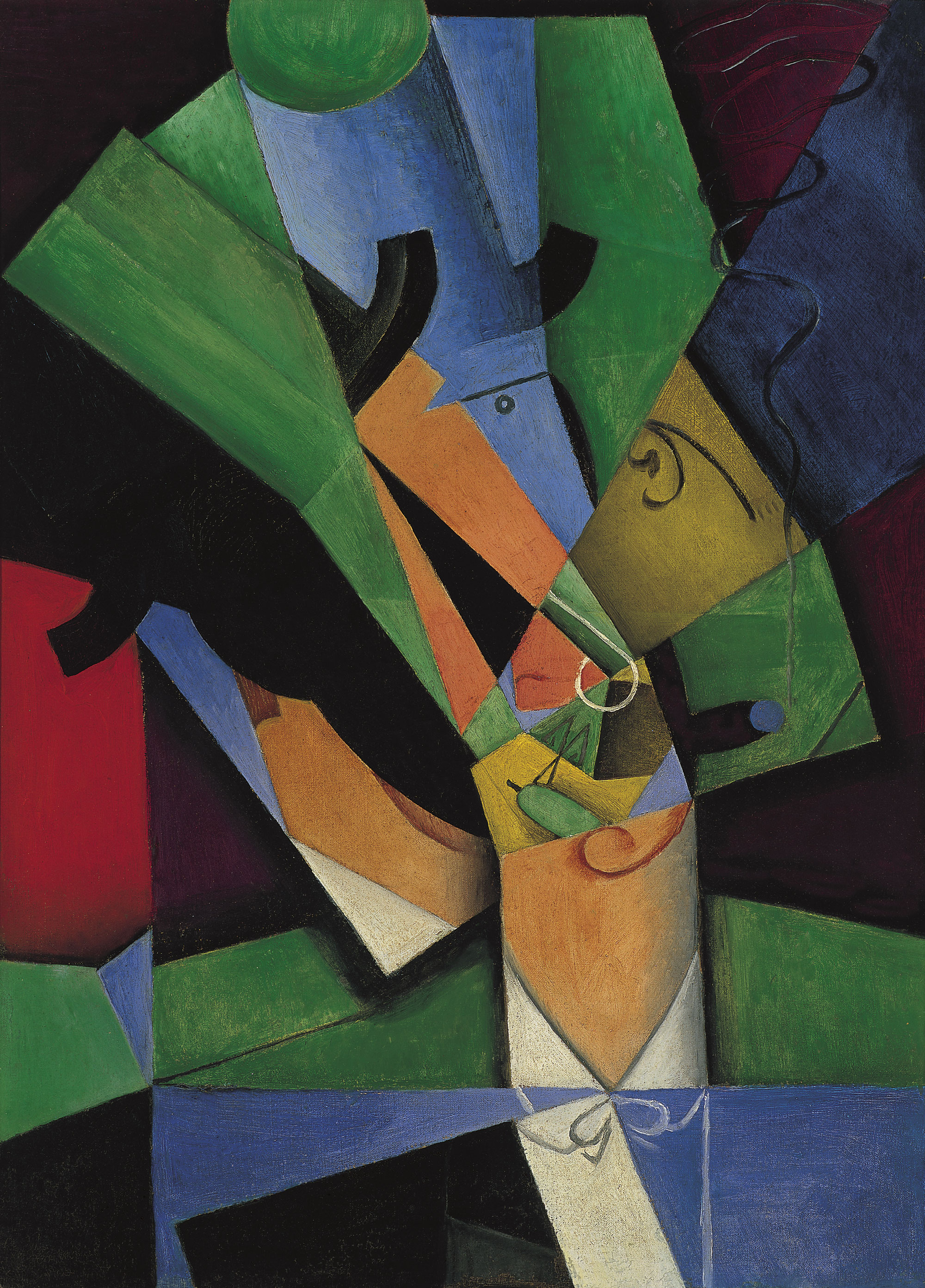
Haviland par Juan Gris, 1913.